# Мяолі
Мяолі (кит.: 苗栗市) — місто в провінції Тайвань Китайської Республіки, столиця однойменного повіту Мяолі. На 2009 рік в місті жило 90 209 осіб (серед них — багато хакка).

## Географія
Мяолі розташовується на заході острова на висоті близько 60 метрів над рівнем моря.

### Клімат
Місто знаходиться у зоні, котра характеризується вологим субтропічним кліматом. Найтепліший місяць — вересень із середньою температурою 26 °C. Найхолодніший місяць — січень, із середньою температурою 17 °С.
| Клімат Мяолі                  | Клімат Мяолі | Клімат Мяолі | Клімат Мяолі | Клімат Мяолі | Клімат Мяолі | Клімат Мяолі | Клімат Мяолі | Клімат Мяолі | Клімат Мяолі | Клімат Мяолі | Клімат Мяолі | Клімат Мяолі | Клімат Мяолі |
| Показник                      | Січ.         | Лют.         | Бер.         | Квіт.        | Трав.        | Черв.        | Лип.         | Серп.        | Вер.         | Жовт.        | Лист.        | Груд.        | Рік          |
| Середній максимум, °C         | 19           | 20           | 22           | 23           | 24           | 26           | 27           | 28           | 29           | 27           | 25           | 21           | 24,3         |
| Середня температура, °C       | 17           | 17           | 19           | 20           | 21           | 23           | 24           | 25           | 26           | 24           | 22           | 18           | 21,3         |
| Середній мінімум, °C          | 15           | 15           | 16           | 17           | 19           | 21           | 22           | 23           | 24           | 22           | 20           | 16           | 19,1         |
| Норма опадів, мм              | 55.1         | 68.1         | 108.4        | 136.9        | 281          | 403.8        | 504.8        | 612.2        | 309.5        | 111.8        | 69.4         | 50.5         | 2711.5       |
| Днів з дощем                  | 3            | 4            | 5            | 6            | 10           | 14           | 18           | 20           | 12           | 4            | 3            | 2            | 101          |
| Вологість повітря, %          | 75           | 73           | 72           | 72           | 75           | 76           | 76           | 77           | 76           | 75           | 74           | 74           | 74.6         |
| ----------------------------- | ------------ | ------------ | ------------ | ------------ | ------------ | ------------ | ------------ | ------------ | ------------ | ------------ | ------------ | ------------ | ------------ |
| Джерело: World Weather Online |              |              |              |              |              |              |              |              |              |              |              |              |              |

## Історія
Згідно з археологічними даними, люди жили в цій місцевості з доісторичних часів. Близько тисячі років тому тут оселилися таока, а хан почали завойовувати землі приблизно в середині XVII століття.

## Економіка
Мяолі — центр автомобільної промисловості Китайської Республіки. Тут розташовуються заводи компаній Luxgen і Yulon.